# Скандал (фильм, 2019)
«Скандал» (англ. Bombshell) — американский драматический фильм 2019 года режиссёра Джея Роуча, снятый по сценарию Чарльза Рэндольфа. В основу картины легли истории нескольких сотрудниц телеканала Fox News, обвинивших в сексуальных домогательствах генерального директора канала Роджера Айлза. Главные роли в фильме сыграли Шарлиз Терон, Николь Кидман и Марго Робби. Во второстепенных ролях снялись Джон Литгоу, Кейт Маккиннон, Конни Бриттон, Малкольм Макдауэлл и Эллисон Дженни.
Премьера фильма в США в ограниченном прокате состоялась 13 декабря 2019 года, в широкий прокат он вышел 20 декабря 2019 года. В России премьера назначена на 13 февраля 2020 года.

## Описание
Фильм, основанный на реальных событиях, рассказывает о начале краха генерального директора Fox News Роджера Айлза, погоревшего на сексуальных домогательствах.
История подается через точку зрения 3 женщин. Первая — Мегин Келли, звезда прайм-тайма, образованная и уверенная в себе женщина. Вторая — Гретхен Карлсон, бывшая звезда, чьё время на ТВ клонится к закату: когда-то Гретхен выиграла конкурс «Мисс Америка», а сейчас ведет второразрядное дневное шоу. Третья — Кайла Посписил, стремящаяся сделать карьеру молодая сотрудница телеканала. В отличие от Мегин и Гретхен, персонаж Кайлы полностью придуман.
Всем трём женщинам приходится иметь дело со всемогущим Роджером Айлзом, их отношения складываются по-разному, но кое-что общее есть у всех трех...

## В ролях
- Шарлиз Терон — Мегин Келли
- Николь Кидман — Гретхен Карлсон[англ.]
- Марго Робби — Кайла Посписил
- Джон Литгоу — Роджер Айлз
- Конни Бриттон — Бет Айлз
- Роб Дилейни — Гил Норман
- Марк Дюпласс — Дуглас Брант
- Лив Хьюсон — Лили Балин
- Эллисон Дженни — Сюзан Эстрич[англ.]
- Бриджетт Ланди-Пейн — Джулия Кларк
- Малкольм Макдауэлл — Руперт Мёрдок
- Кейт Маккиннон — Джесс Карр
- Кэти Аселтон — Алисия
- Назанин Бониади — Руди Бахтияр
- Энди Бакли — Герсон Цвайфак
- Майкл Бьюи[англ.] — Брет Байер[англ.]
- Пи Джей Бирн — Нил Кавуто[англ.]
- Д’Арси Карден[англ.] — Ребека
- Бри Кондон — Кимберли Гилфойл
- Кевин Дорфф[англ.] — Билл O’Райли
- Элис Ив — Эйнсли Эрхардт[англ.]
- Спенсер Гарретт[англ.] — Шон Хэннити[англ.]
- Эшли Грин — Абби Хантсман
- Триша Хелфер — Элисин Камерота[англ.]
- Марк Эван Джексон[англ.] — Крис Уоллес
- Брайан Д’Арси Джеймс — Брайан Уилсон[англ.]
- Ричард Кайнд — Руди Джулиани
- Эми Ландекер — Дайан Бранди
- Бен Лоусон[англ.] — Лахлан Мёрдок
- Джош Лоусон[англ.] — Джеймс Мёрдок
- Дженнифер Моррисон — Джулиет Хадди[англ.]
- Марк Мозес — Билл Шайн[англ.]
- Ана О’Райли — Джули Рогински[англ.]
- Тони Плана — Херальдо Ривера
- Элизабет Рём — Марта Маккаллум[англ.]
- Стивен Рут — Нил Маллен
- Джон Ротмен[англ.] — Мартин Хайман
- Брук Смит — Ирена Бриганти
- Холланд Тейлор — Фэй
- Аланна Юбак — Жанин Пирро[англ.]
- Робин Вайгерт — Нэнси Смит
- Мэйделин Зима — Эди

## Съёмки
О начале работы над проектом было объявлено в мае 2017 года после смерти Айлза, а Роуч был утвержден в качестве режиссёра в следующем году. Большая часть актёрского состава была утверждена летом 2018 года, а съёмки начались в октябре 2018 года в Лос-Анджелесе.

## Критика
Фильм получил в целом положительные отзывы критиков, которые хвалили актёрскую игру (особенно Терон, Робби и Литгоу), но критиковали сценарий и допущенные неточности.

## Награды и номинации
На 77-й церемонии вручения премий «Золотой глобус» Терон и Робби получили номинации как «Лучшая актриса главной роли в драматическом фильме» и «Лучшая актриса второстепенной роли» соответственно. На 26-й церемонии вручения премии Американской Гильдии киноактеров Шарлиз претендовала на награду в категории «Лучшая актриса главной роли», А Марго и Николь боролись за звание в категории «Лучшая актриса второстепенной роли». Кроме определенных актерских категорий, фильм также получил общую коллективную номинацию «Лучший актерский состав». На 76-й церемонии вручения премии Британской академии «BAFTA» Шарлиз Терон и Марго Робби были представлены в категориях «Лучшая актриса главной роли» и «Лучшая актриса второстепенной роли соответственно, а команду стилистов и гримеров отметили наградой в категории «Лучший грим и причёски». На 92-й церемонии вручения премии Американской академии «Оскар» Шарлиз Терон получила номинацию в категории «Лучшая актриса главной роли», а Марго Робби в категории «Лучшая актриса второстепенной роли». По итогам церемонии фильм одержал победу в категории «Лучший грим и причёски».
| Год  | Премия                         | Категория                              | Номинант(-ы) | Результат | Прим. |
| ---- | ------------------------------ | -------------------------------------- | --- | --------- | ----- |
| 2019 | «Спутник»                      | Лучший драматический фильм             | Скандал | Номинация | [ 3 ] |
| 2019 | «Спутник»                      | Лучшая актриса                         | Шарлиз Терон | Номинация | [ 3 ] |
| 2019 | «Спутник»                      | Лучшая актриса второго плана           | Марго Робби | Номинация | [ 3 ] |
| 2019 | «Спутник»                      | Лучшая актриса второго плана           | Николь Кидман | Номинация | [ 3 ] |
| 2020 | «Золотой глобус»               | Лучшая актриса в драматическом фильме  | Шарлиз Терон | Номинация | [ 4 ] |
| 2020 | «Золотой глобус»               | Лучшая актриса второго плана           | Марго Робби | Номинация | [ 4 ] |
| 2020 | Премия Гильдии киноактёров США | Лучшая женская роль                    | Шарлиз Терон | Номинация | [ 5 ] |
| 2020 | Премия Гильдии киноактёров США | Лучшая женская роль второго плана      | Николь Кидман | Номинация | [ 5 ] |
| 2020 | Премия Гильдии киноактёров США | Лучшая женская роль второго плана      | Марго Робби | Номинация | [ 5 ] |
| 2020 | Премия Гильдии киноактёров США | Лучший актёрский состав в игровом кино | Конни Бриттон, Эллисон Дженни, Николь Кидман, Джон Литгоу, Малкольм Макдауэлл, Кейт Маккиннон, Марго Робби, Шарлиз Терон | Номинация | [ 5 ] |
| 2020 | «Выбор критиков»               | Лучшая актриса                         | Шарлиз Терон | Номинация | [ 6 ] |
| 2020 | «Выбор критиков»               | Лучшая актриса второго плана           | Марго Робби | Номинация | [ 6 ] |
| 2020 | «Выбор критиков»               | Лучший актёрский ансамбль              | Скандал | Номинация | [ 6 ] |
| 2020 | «Выбор критиков»               | Лучший макияж                          | Вивиан Бейкер, Кристина Вальц и Ричард Редлефсен                                                                         | Победа    | [ 6 ] |
| 2020 | «Оскар»                        | Лучшая актриса                         | Шарлиз Терон | Номинация | [ 7 ] |
| 2020 | «Оскар»                        | Лучшая актриса второго плана           | Марго Робби | Номинация | [ 7 ] |
| 2020 | «Оскар»                        | Лучший грим и прически                 | Кадзу Хиро, Энн Морган и Вивиан Бейкер                                                                                   | Победа    | [ 7 ] |